# Monte Negro
Monte Negro là một đô thị thuộc bang Rondônia, Brasil. Đô thị này có diện tích 1413,4 km², dân số năm 2007 là 12357 người, mật độ 8,74 người/km².